# Royal Philharmonic Orchestra

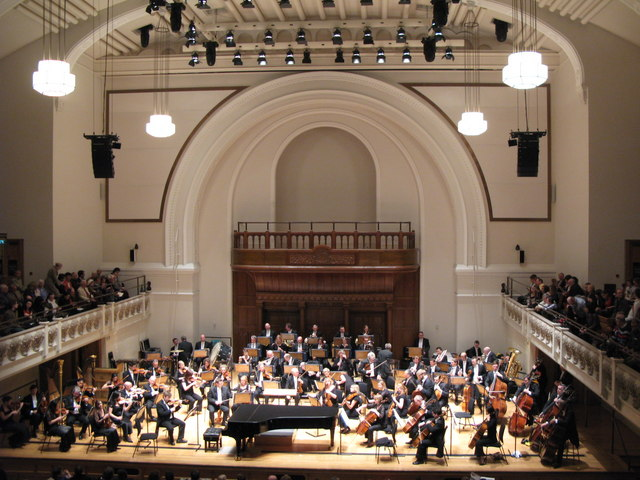
Het RPO in Cadogan Hall

Het Royal Philharmonic Orchestra (RPO) is een Brits symfonieorkest, gevestigd in Londen.

## Geschiedenis
Het RPO werd in 1946 door Sir Thomas Beecham opgericht. Het eerste concert werd op 15 september 1946 gegeven in Croydon. Beecham was eerste dirigent tot aan zijn dood in 1961. Hij werd opgevolgd door Rudolf Kempe, die in 1970 de eretitel “dirigent voor het leven” kreeg. Andere dirigenten waren Antal Doráti, Walter Weller, André Previn, Vladimir Ashkenazy. In 1992 werd Joeri Temirkanov tot eerste dirigent benoemd en in 1996 werd Daniele Gatti zijn opvolger. In 2009 volgde Charles Dutoit hem op.
Toen het orkest in 1950 een tournee maakte door de Verenigde Staten was het het eerste Britse symfonieorkest dat Amerika bezocht sinds het London Symphony Orchestra in 1912.
Later begon het orkest een eigen stijl te ontwikkelen, vooral bij de houtblazers, die geleid werden door Jack Brymer (klarinet), Gwydion Brooke (fagot), Terence McDonagh (hobo) en Gerald Jackson (fluit). Nadat Beecham overleed probeerde het orkest zichzelf richting te geven, maar raakte al snel in de problemen. De Royal Philharmonic Society besloot het RPO niet te huren voor de concerten in het seizoen 1963 en Glyndebourne engageerde vanaf 1964 het London Philharmonic Orchestra in plaats van het RPO. De directie van de Royal Festival Hall verbrak eveneens de banden met het orkest. Een aantal musici verliet het orkest en Kempe nam ontslag als eerste dirigent. Geholpen door Sir Malcolm Sargent slaagde het orkest er in zijn eigen concerten te organiseren in een bioscoop in het centrum van Londen, Swiss Cottage.
In 1981 stond het orkest in de Top 40 met Hooked on classics, een medley van bekende klassieke werken met een stevige beat, zoals bij The Stars on 45 opnames. Het nummer was zelfs Alarmschijf en bereikte de 16e plaats in de Top 40.
In 1984 werd het orkest opnieuw bedreigd in zijn voortbestaan, toen een onderzoek dat voor de Arts Council door journalist William Rees-Mogg werd uitgevoerd, uitwees dat het ontbrak aan een groot symfonieorkest in het oosten van Engeland. Gesuggereerd werd dat het RPO maar naar Nottingham moest verhuizen. Een ander rapport van de Arts Council uit dezelfde tijd deed de aanbeveling dat het RPO juist een goede combinatie zou vormen met het London Symphony Orchestra als bespelers van het Barbican Centre. Uiteindelijk werd geen van beide aanbevelingen uitgevoerd. Sinds 2004 concerteert het RPO in de Cadogan Hall in Chelsea.
In 1992 werd Peter Maxwell Davies benoemd tot dirigent en vaste componist van het RPO.
In 2010 heeft het orkest samen met Sting een concert gegeven in Berlijn. In datzelfde jaar gaf Sting dit concert onder de naam Symphonica in Rosso ook in Arnhem.
In 2021 werd (toen nog) prins Charles beschermheer.

## Opnamen
In de periode dat Beecham dirigent was, maakte het RPO opnamen voor Columbia Records, RCA Victor en EMI. Hieronder volgt een lijst met een aantal van die opnamen:
- Beethoven Ruïnen van Athene, symfonie nr. 2, symfonie nr. 3, de symfonieën nr. 6, 7 en 8
- Berlioz Harold in Italië, King Lear Ouverture, Le Corsaire Ouverture, Les Francs-Juges Ouverture, Les Troyens Ouverture, Roman Carnival Ouverture, Symfonie Fantastique, Trojaanse Mars, Waverley Ouverture
- Bizet Carnaval à Rome, La Jolie Fille de Perth suite, L'Arlésienne Suites 1 & 2, Patrie Ouverture, Boccherini Ouverture in D, Borodin Polovtsiaanse dansen
- Chabrier España, Joyeuse Marche
- Debussy Cortège & Air de danse, Prélude à l'après midi
- Delibes Le Roi s'amuse
- Frederick Delius Brigg Fair, Dans Rhapsodie nr. 2, Fennimore & Gerda Intermezzo, Florida suite, Daybreak & Dance, Irmelin Prelude, On hearing the first cuckoo in spring, Sleighride, Song Before Sunrise, Summer Evening, Summer night on the river
- Dvořák Legend in G minor, symfonie nr. 8
- Karl Goldmark Rustic Wedding Symphony
- Charles Gounod Faust balletmuziek, Le sommeil de Juliette
- Grétry Zémire et Azore balletmuziek
- Grieg Symfonische dans in A
- Handel Amaryllis, Love in Bath, Messiah, Solomon, The Faithful Shepherd, The Gods Go A'Begging
- Haydn Symfonieën 93–104, de Seizoenen
- Gustav Holst The Planets Suite + St. Paul's Suite
- Édouard Lalo symfonie
- Jules Massenet Last sleep of the Virgin, Waltz uit Cendrillon
- Mendelssohn Fair Melusine Overture, symfonie nr. 4 (de Italiaanse)
- Mozart Klarinetconcert, ouverture van Die Zauberflöte, Fluit & Harpconcert, Minuet uit het Divertimento in D K131, symfonie nr. 41, Thamos Entr'acte, The Seraglio.
- Moessorgski Khovantschina Dance van de Perzische slaven
- Offenbach Les contes d'Hoffmann suite
- Rimski-Korsakov Scheherazade
- Rossini, La Gazza Ladra Ouverture, Le Cambiale di Matrimonio Ouverture, Semiramide Ouverture
- Saint-Saëns Rouet d'Omphale, Samson & Dalila Dance of the Priestesses/ Bacchanale
- Schubert symfonie nr. 1, symfonie nr. 2, symfonie nr. 3, symfonie nr. 5, symfonie nr. 6, symfonie nr. 8
- Sibelius Valse Triste, Symfonieën 6 en 7
- Smetana Bartered Bride Overture & Polka
- Strauss Ein Heldenleben
- von Suppé Morning Noon & Night in Vienna, Poet & Peasant Overture
- Tsjaikovski Eugene Onegin - waltz, Symfonie nr. 4
- Vidal Zino-Zina Gavotte
- Wagner Die Meistersinger von Nürnberg (Suite), de ouverture van Der fliegende Holländer, de prelude van Lohengrin en Die Meistersinger.

In 1964 nam Igor Stravinsky zijn opera The Rake's Progress met het RPO op. Van 1964 tot 1979 stond het RPO onder contract bij Decca Records en nam opera’s van Gilbert en Sullivan op met de D'Oyly Carte Opera Company.
In 1986 richtte het orkest zijn eigen label op, RPO Records, en was daarmee het eerste orkest ter wereld dat zoiets deed.
Behalve het klassieke repertoire heeft het RPO de muziek voor een aantal films opgenomen, zoals voor Michael Powell en Emeric Pressburger's The Red Shoes en The Tales of Hoffmann.

## Dirigenten
- Thomas Beecham (1946-1961)
- Rudolf Kempe (1962-1975)
- Antal Doráti (1975-1978)
- Walter Weller (1980-1985)
- André Previn (1985-1992)
- Vladimir Ashkenazy (1987-1994)
- Joeri Temirkanov (1992-1998)
- Daniele Gatti (1996-2009)
- Charles Dutoit (2009-heden)